# El novicio rebelde
El novicio rebelde es una película en blanco y negro de Argentina dirigida por Julio Saraceni según el guion de Ivo Pelay y Guillermo Pelay sobre un argumento de Ariel Cortazzo que se estrenó el 10 de octubre de 1968 y que tuvo como protagonistas a Joe Rígoli, Ubaldo Martínez, Haydeé Padilla y Ricardo Bauleo.

## Sinopsis
Un seminarista duda entre servir a Dios en África u optar por la vida mundana.

## Reparto
- Joe Rígoli … Joaquín Medina
- Ubaldo Martínez …Pedro Gregorio
- Haydeé Padilla …Criada
- Ricardo Bauleo … Edmundo Martín
- Olinda Bozán … Rosa Fernández
- Guillermo Battaglia … Ricardo Fernández
- Susana Mayo …Mercedes
- Cristina Lemercier … Isabel Fernández
- Maruja Roig …Sofía
- Tino Pascali
- Domingo Márquez
- Héctor Fuentes
- Jacques Arndt
- Bingo Reyna
- Miguel Jordán

## Comentarios
La Nación opinó:

”Una película sencilla, inocente, que alcanza, sin embargo, para llenar el propósito de la producción que no es otro que el de servir de simpático y amable entretenimieno.”

Clarín dijo:

”Simpatía de un cómico eficaz.”

Manrupe y Portela escriben:

”La popularidad televisiva de Joe Rígoli en programas como La Nena y La Tuerca tuvo como consecuencia este rol protagónico. El vehículo es una película aburrida.”